# Sumicheng
Sumicheng (蘇密城), appelé Somilseong (소밀성) en coréen, est un site archéologique situé à 4 km au nord-est de la ville de Huadian dans la province du Jilin en Chine. Il est considéré comme les restes du chef-lieu de la province de Changling du royaume de Balhae (698-926). Il est classé dans la liste des monuments historiques de Chine (6-54) depuis 2006.

## Description
Ce site présente lui aussi une séparation entre une ville extérieure et une ville intérieure, toutes deux entourées par un mur en pierre d'une hauteur de 3 à 4 m pour une largeur de 7 m. Celui de la ville extérieure a une longueur totale de 2590 m et délimite un quadrilatère: le mur ouest est long de 747 m, le sud de 535 m, l'est de 697 m et le nord de 341 m. Il y avait des tours à chaque coin et une porte de chaque côté de la ville, la porte nord a toutefois été emportée par la rivière, la Huifa, tout comme une partie du mur nord. La ville interne est incluse dans un espace approximativement carré de près de 340 m de côté. Des fouilles ont été réalisées dans les années 1930 par Lee Won-shin (李 文 信). De nombreuses briques et des tuiles aux décors de fleurs ont été retrouvées. 

Vestiges des murs de Sumicheng
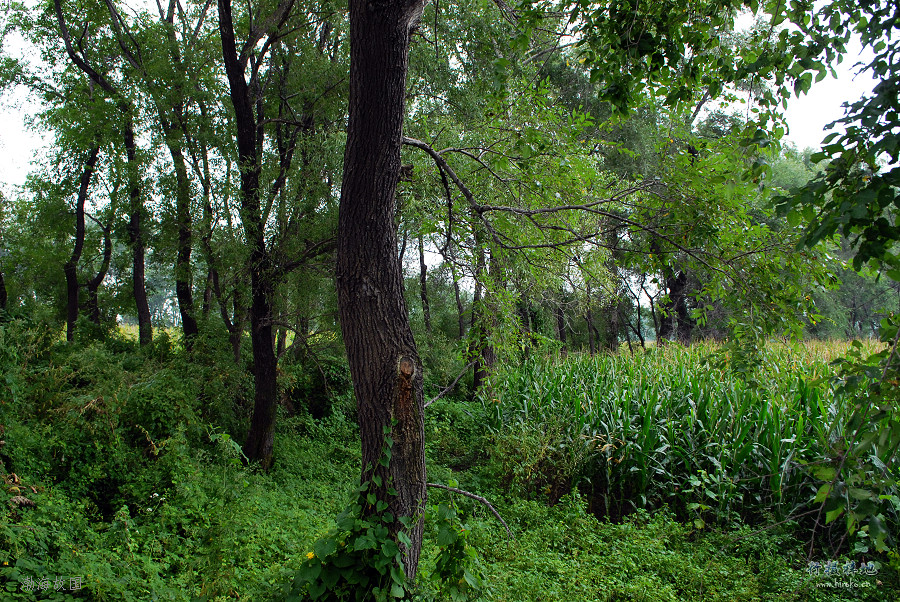
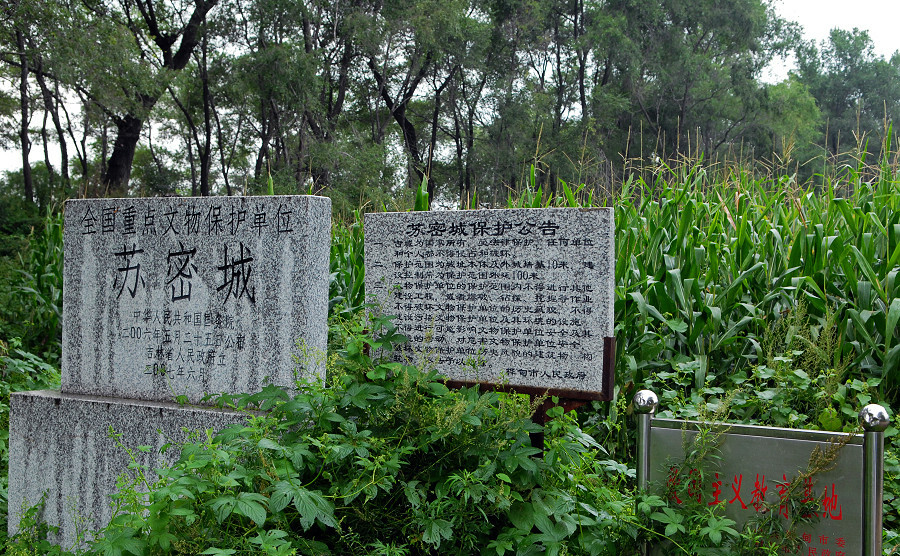
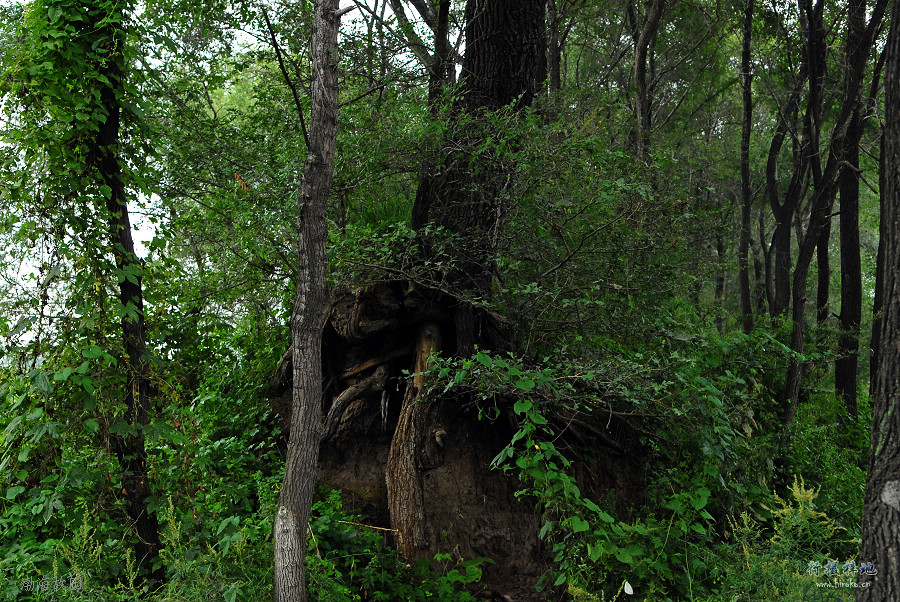